# فيليب جريفيث
فيليب جريفيث (بالإنجليزية: Phillip Griffiths)‏ (من مواليد 18 أكتوبر 1938) هو عالم رياضيات أمريكي، معروف بعمله في مجال الهندسة، ولا سيما لنهج متعدد الجوانب المعقدة للهندسة الجبرية. وقد كان مطورًا رئيسيًا على وجه الخصوص لنظرية تباين هيكل هودج في نظرية هودج ونظرية المودول.
فاز فيليب بميدالية تشيرن عام 2014 عن «تطويره الرائد والتحويلي للطرق المتعالية في الهندسة المعقدة، خاصةً عمله الأساسي في نظرية هودج وفترات من الأنواع الجبرية».